# 薩蒙斯點 (伊利諾伊州)
薩蒙斯點（英語：Sammons Point）是位於美國伊利諾伊州坎卡基縣的一個村落。

## 地理
薩蒙斯點的座標為41°01′56″N 87°51′22″W / 41.03222°N 87.85611°W，而該地最高點為海拔高度194米（即636英尺）。

## 人口
根據2010年美國人口普查的數據，薩蒙斯點的面積為4.71平方千米，當中陸地面積為4.71平方千米，而水域面積為0.00平方千米。當地共有人口279人，而人口密度為每平方千米59人。